# Crinum asiaticum
Crinum asiaticum L. es una especie perenne y bulbosa perteneciente a la familia Amaryllidaceae. Como otras especies del género Crinum,  presenta   vistosas flores parecidas a las de los lirios (Lilium) y se la cultiva en jardines por esa razón. Como el epíteto específico lo indica, es originaria de regiones tropicales de Asia.

## Descripción
Crinum asiaticum presenta un bulbo de 10-12 cm de diámetro, provisto de un cuello de 15-20 cm de largo. Las hojas son numerosas, arrosetadas, de 9 a 12 dm de largo por 5-10 cm de ancho, oblongo-lanceoladas y acuminadas.
Las flores son pedunculadas, blancas, con el tubo de 7-10 cm de largo y los segmentos linear-oblongos, de 5-7 cm. Los estambres son rojos, con las anteras amarillas. Las flores están dispuestas en umbelas 20-50-floras, en la extremidad de un largo escapo macizo y áfilo. Florece en verano.

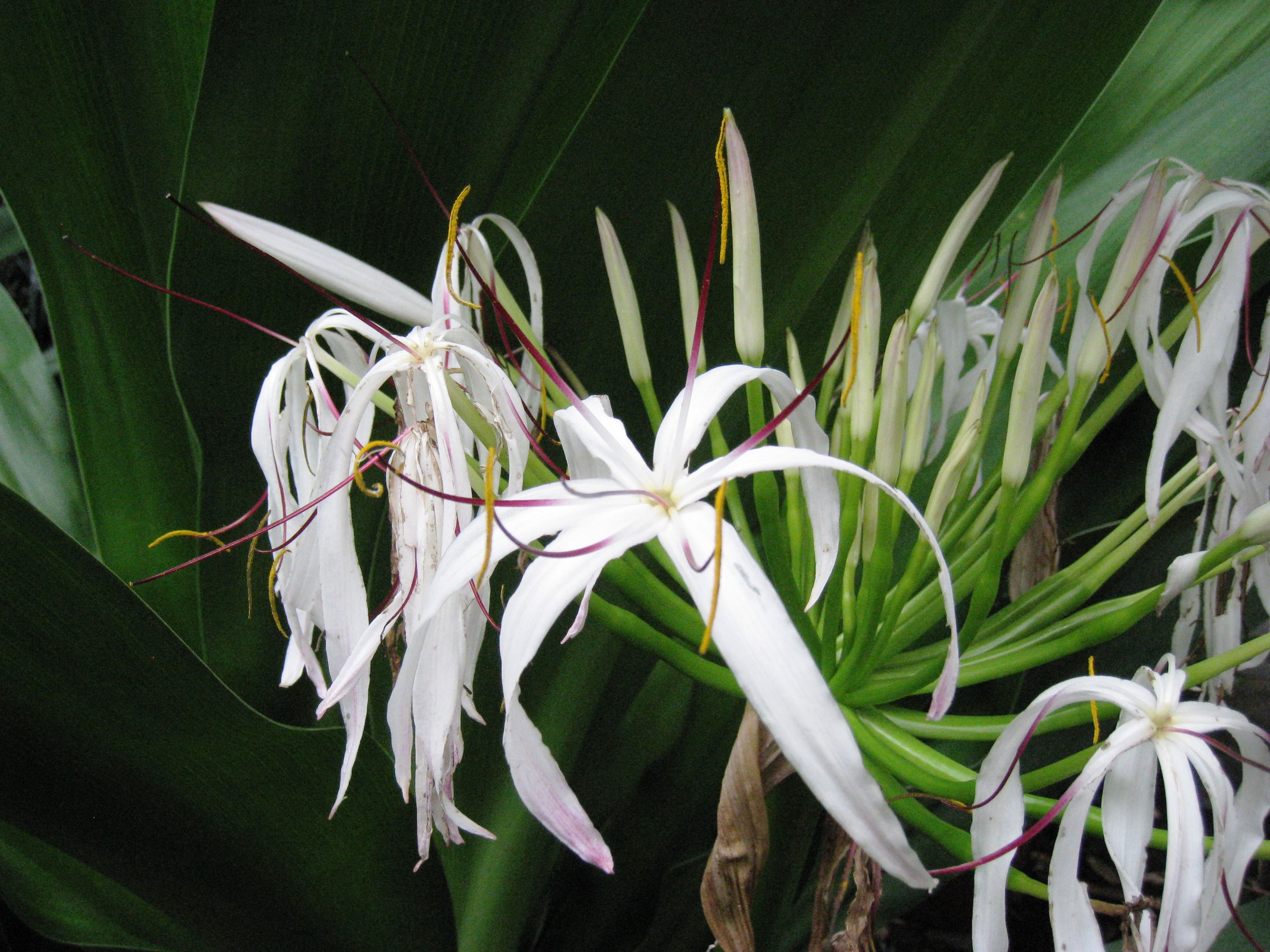
Crinum asiaticum, detalle de la inflorescencia

## Cultivo
Los bulbos se plantan en la primavera a 25-30 cm de profundidad, exposición soleada, cálida y, de ser posible, a resguardo, en un terreno fértil y bien drenado. En climas fríos se aconseja el cultivo en macetas, en interior o en invernadero y al aire libre en los meses cálidos. Para ello se utiliza un substrato integrado por turba, tierra y arena en partes iguales. Conviene regar y abonar regularmente.
La multiplicación se realiza en primavera por división de los pequeños bulbos que crecen al lado del bulbo principal. También se puede obtener a partir de semillas, pero tardan 5 años en florecer.

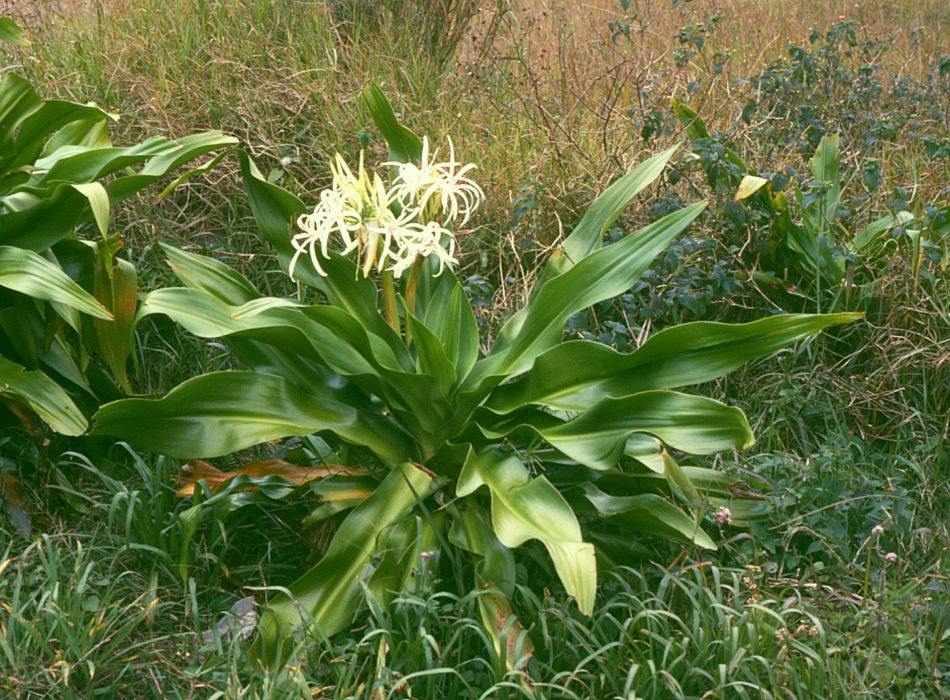
Crinum asiaticum, vista general de la planta en floración.

## Propiedades
Los bulbos de  Crinum asiaticum contienen un inhibidor de la acetilcolinesterasa, llamado ungeremina que puede ser adecuado como tratamiento para la enfermedad de Alzheimer. Ungeremina también se ha aislado de Nerine bowdenii, Ungernia spiralis, Zephyranthes flava, Ungernia minor, Crinum augustum, Pancratium maritimum y Hippeastrum solandriflorum.
En el municipio de Citlaltépetl, Veracruz, México, las hojas suelen usarse para desinflamar partes inflamadas del cuerpo (rodillas), calentándolas en un comal y colocándolas en forma de vendas en la parte inflamada, se le ayuda con vendas de tela para que el calor resguarde y las propiedades de la hoja hagan su efecto, éstas pueden ser retiradas después de transcurridas 12 horas o más.

## Taxonomía
Crinum asiaticum fue descrito por  Carlos Linneo y publicado en Sp. Pl. 292 1753.
Etimología
Crinum: nombre genérico que deriva del griego: krinon = "un lirio".
asiaticum: epíteto geográfico que alude a su localización en Asia.
Sinonimia
- Bulbine asiatica (L.) Gaertn.[4][5]
- Crinum flaccidum Herb. in Green, J.W., (1985)
- Crinum angustifolium R.Br.

Variedades
- Crinum asiaticum var. asiaticum
- Crinum asiaticum var. japonicum Baker
- Crinum asiaticum var. pedunculatum (R.Br.) Fosberg & Sachet
- Crinum asiaticum var. sinicum (Roxb. ex Herb.) Baker[6]